# Ames Lake
Ames Lake je obec v okrese King v americkém státě Washington. V roce 2010 zde žilo 1 486 obyvatel. Podle důchodu na hlavu je desátou nejbohatší obcí ve státě.
Obec má rozlohu 4,7 km², z čehož 7 % je voda. Z 1 486 lidí, kteří zde žili v roce 2010, tvořili 91 % běloši, 4 % Asiaté a necelé 0,5 % Afroameričané. 2 % obyvatelstva byla hispánského původu.
Obec patří do dvou volebních okrsků, ve kterých při prezidentských volbách roku 2004 těsně zvítězil Demokrat John Kerry.